# Peter Yang
Peter Yang Pai Te (Shandong, China, 1921-Barcelona, 7 de marzo de 2014) fue un sacerdote católico, médico, emprendedor y pionero de la divulgación del taichí en España.

## Biografía
Peter Yang nació en 1921 en Shan Ting, pueblo de la provincia de Shandong donde la mayoría de sus habitantes son cristianos. Fue ordenado sacerdote diocesano en 1947. En 1949 se trasladó a España, beneficiándose de una de las treinta becas otorgadas por el gobierno franquista a quince estudiantes y quince seminaristas chinos. Estudió en Madrid y Valladolid antes de instalarse en Barcelona, donde obtuvo la licenciatura en Medicina en 1957. Un año después abrió el primer restaurante chino de Barcelona, llamado «El Gran Dragón».
Fue autor y coautor de varios libros sobre taichí y tai chi chuan, en los que desarrolló su personal sincretismo entre las enseñanzas del Tao te king de Lao Tse y las cristianas. A su unión de enseñanzas tomadas de la Biblia y del taoísmo la llamó cristianismo zen.
A comienzos de la década de 1970 formó el Instituto Español de Tai Chi, precursor de la Asociación Tai-Chi Zen Peter Yang, y de la Fundación Tai-Chi Zen Cristiano. En 1979 fundó el Rincón del Silencio para enseñar  taichí según su método, al que llamó Tai Chi Zen, a base de movimientos lentos del taichí, junto con control de la respiración y la autoobservación durante el proceso —el elemento zen (chan chino) de la meditación, que Yang deslinda del budismo y atribuye sus raíces al taoísmo—, alternando su práctica con «tertulias» en las que se mezclan movimientos propios del taichí con plegarias cristianas, de la Comunidad de Taizé y aforismos taoístas.
Murió el 9 de marzo de 2014.

## Obras
- Tai-Chi: equilibrio y armonía para todas las edades. Alas Editorial, 1977. ISBN 9788420300702.
- Tai-Chi Zen: Manual de un fiel al Tao. En colaboración con sus monitores de Taichi. Alas Editorial, 1996. ISBN 9788420303765.
- Chikung cristiano. Publicacions L'Abadia de Montserrat, 2012. En colaboración con José María Prat. ISBN 9788498834697.